# Leonidas (Chocolatier)

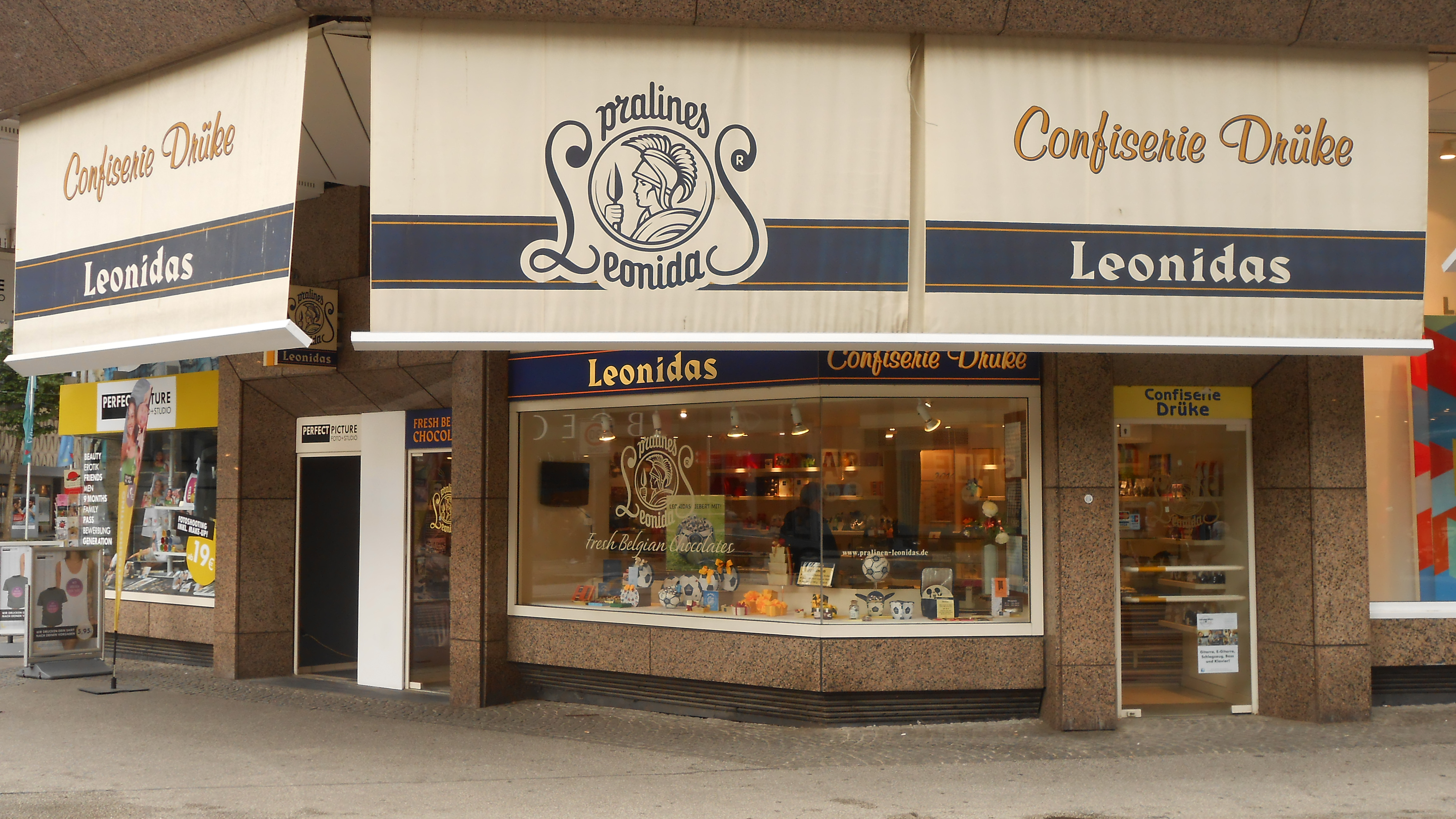
Confiserie Drüke, zugleich Leonidas-Vertretung in der Dortmunder Innenstadt

Leonidas ist eine eingetragene belgische Pralinenmarke, die 1913 von Leonidas Kestekides begründet wurde. Sie gehört dem Lebensmittelunternehmen Confiserie Leonidas. Die Marke verfügte 2019 über mehr als 1030 Verkaufsstellen in 32 Ländern (davon 450 Geschäfte in Belgien und Luxemburg und 290 in Frankreich), von denen die meisten Franchise-Unternehmen sind, aber auch etwa vierzig Zweigniederlassungen.

## Marke
Schriftart und Logo dachte sich Leonidas Neffe Basilio Kestekides 1937 als Reverenz an die griechischen Wurzeln seines Onkels Leonidas Georges Kestekides aus. Das Logo zeigt das Konterfei des Königs von Sparta Leonidas I., der in der Schlacht bei den Thermopylen den Tod fand. Pralinen von Leonidas werden aus belgischer Schokolade, Kakaobutter und ohne Palmöl hergestellt.

## Geschichte
Der 1882 in Nigdi in Anatolien geborene Leonidas Kestekides schlug sich mit dem Verkauf von Granita, einer Art Sorbet, und anderen Süßwaren zusammen mit seinem Bruder Avraam durch. 1900 beschloss er, in die USA auszuwandern, wo er Konditor wurde. 1910 reiste er zusammen mit der griechischen Delegation zur Weltausstellung nach Brüssel. Unter eigenem Namen präsentierte er seine Konfiserie- und Zuckerbäckerkreationen, mit denen er die Bronzemedaille gewann.
Kestekides lernte eine Belgierin kennen, mit der er sich in Gent niederließ, wo die Weltausstellung 1913 stattfand. Dort erhielt er die Goldmedaille und eröffnete seinen ersten Teesalon in der Veldstraat 34. Einige Mitglieder seiner Familie folgten ihm nach Belgien und halfen beim Aufbau der Manufaktur.
Nachdem Leonidas Neffe Basilio 1935 in Brüssel von der Polizei wegen Straßenverkaufs zur Ordnung gerufen worden war, mietete er sich ein Zimmer in einem Gebäude am Boulevard Anspach 58 und verkaufte die Schokoladen aus einem straßenseitigen Schiebefenster. Es folgte die Eröffnung der Pâtisserie Centrale Leonidas in Brüssel in der Rue Paul Delvaux. 1937 beantragte er offiziell ein Markenpatent bei der Stadt Brüssel.
2013 feierte Leonidas sein einhundertjähriges Bestehen. Seit dem 15. November 2013 ist Leonidas offizieller Hoflieferant des belgischen Königshauses. 2018 erwirtschaftete das Unternehmen einen Umsatz von etwa 98 Millionen Euro.